# 점다랑어
점다랑어(Euthynnus affinis)는 고등어목 고등어과에 속하는 어류이다. 다랑어속의 일종이며 몸 길이는 1m에 몸무게는 14kg에 나가고 다랑어속에서는 비교적 작은 체형에 속하는 종류이다.

## 특징과 먹이 활동
점다랑어의 특징은 몸은 방추형이고 몸 빛깔의 등 뒷부분에 갑자기 굽고 비스듬한 줄무늬 1개가 있으며 푸른 빛의 검은 띠를 가진다. 양 턱의 이빨은 원뿔니로 위에는 27개에서 43개 정도가 있으며 아래턱엔 27개에서 37개 정도가 있다. 이빨은 촘촘히 나와 있고 부레가 없으며 가슴 부위와 측선을 빼고는 비늘이 없다. 다만 흥분을 한 상태이면 가슴지느러미와 배지느러미 사이에 검은색 둥근 무늬가 1 ~ 8개가 선명하게 나타나기도 한다. 점다랑어가 주로 섭취하는 먹이로는 주로 어류, 갑각류, 오징어류가 있으며 가다랑어와 유사한 모습이 많다.

## 산란기와 서식지
점다랑어의 산란기는 해역에 따라 차이를 보이며 필리핀 근해에서는 3월 ~ 5월, 세이셸 근해에서는 10월 ~ 11월과 3월 ~ 5월, 동아프리카에서는 1월 ~ 7월 사이에 절정의 산란기를 이룬다. 미성숙 개체에서는 암수의 비율이 1:1이지만 성숙한 개체는 수컷의 비중이 높다. 점다랑어의 서식지는 대한민국, 일본을 포함해 오스트레일리아 주변 해역에 이르는 서부 태평양, 미국 하와이주, 사모아에 이르는 중부 태평양, 인도양의 열대 및 온대 해역의 연안에 표해수층에 주로 서식하며 서식 수온대는 18 ~ 29℃이다.